# Præsident- og parlamentsvalget i Argentina 2015
Præsident- og parlamentsvalget i Argentina 2015  er et fremtidigt valg der vil blive afholdt i Argentina den 25. oktober 2015 med en anden runde den 22. november, hvis det kræves, og primære valg den 9. august. Det foregående præsidentvalg blev afholdt den 23. oktober 2011, mens de seneste parlamentsvalg blev afholdt i 2013. Ved valget skal vælges 72 repræsentanter til senatet, og 257 repræsentanter til deputeretkammeret.